# Comando supremo delle potenze alleate in Europa
Il Comando supremo delle potenze alleate in Europa (in inglese Supreme Headquarters Allied Powers Europe, SHAPE; in francese Grand Quartier général des puissances alliées en Europe) è l'ente della NATO responsabile delle attività di comando sulle forze alleate impiegate in operazioni in Europa e nel resto del mondo.
Ha sede dal 1967 presso Casteau, distretto del comune di Soignies, a nord della città di Mons nel Belgio. In precedenza, a partire dal 1953, era a Fontainebleau in Francia, ma cambiò di sede con l'uscita della nazione dalla organizzazione integrata dell'alleanza. Dal 1951 al 2003, SHAPE è stato il quartier generale dell'Allied Command Europe (ACE), il Comando Alleato per l'Europa, ma dal 2003 l'ente ha cambiato nome in Allied Command Operations (ACO) diventando il centro operativo del quartier generale, con competenza su tutte le operazioni alleate nel mondo.
SHAPE mantiene il suo nome tradizionale con il riferimento all'Europa poiché, sebbene il limite geografico delle sue attività sia stato esteso a tutto il mondo dal 2003, ha la sua sede nel continente europeo e tutte le potenze alleate, ad eccezione degli USA e del Canada, appartengono ad esso. All'epoca, il Comando NATO di Lisbona, storicamente non subordinato perché parte del Comando Atlantico, venne riassegnato all'ACO di Casteau. L'ufficiale comandante dell'Allied Command Operations mantiene il titolo di "Supreme Allied Commander Europe" (SACEUR), comandante supremo alleato in Europa, e continua ad essere un generale d'armata statunitense, in quanto il ruolo degli USA è preminente, che ha anche le funzioni di comandante dell'U.S. European Command, il contingente di forze statunitensi dislocato in Europa e dipende direttamente dal presidente USA.

## Struttura operativa
Il quartiere generale delle potenze alleate in Europa ha alle dirette dipendenze due comandi strategici:
- Comando alleato della trasformazione (Allied Command Transformation) a Norfolk, Stati Uniti;
- Comando alleato delle operazioni (Allied Command Operations) a Mons, Belgio.

Il Comando alleato delle operazioni gestisce tutte le operazioni militari della NATO, attraverso:
- Comando delle forze alleate di Brunssum (Allied Joint Force Command Brunssum) a Brunssum, Paesi Bassi;
- Comando delle forze alleate di Napoli (Allied Joint Force Command Naples) a Napoli, Italia.

A loro volta, i due comandi di Napoli e Brunssum si avvalgono di un comando per ogni componente:
- Comando terrestre alleato (Allied Land Command) a Smirne, Turchia;
- Comando marittimo alleato (Allied Marittime Command) a Northwood, Regno Unito;
- Comando aereo alleato (Allied Air Command) di Ramstein-Miesenbach, Germania;
- Comando delle Forze Alleate per le Operazioni Speciali (SOFCOM-Allied Special Operations Forces Command), Belgio.

## Distintivi del comando SHAPE durante la guerra fredda
Questa è una galleria dei distintivi del comando SHAPE e dei principali comandi che ad esso erano subordinati, durante la guerra fredda.

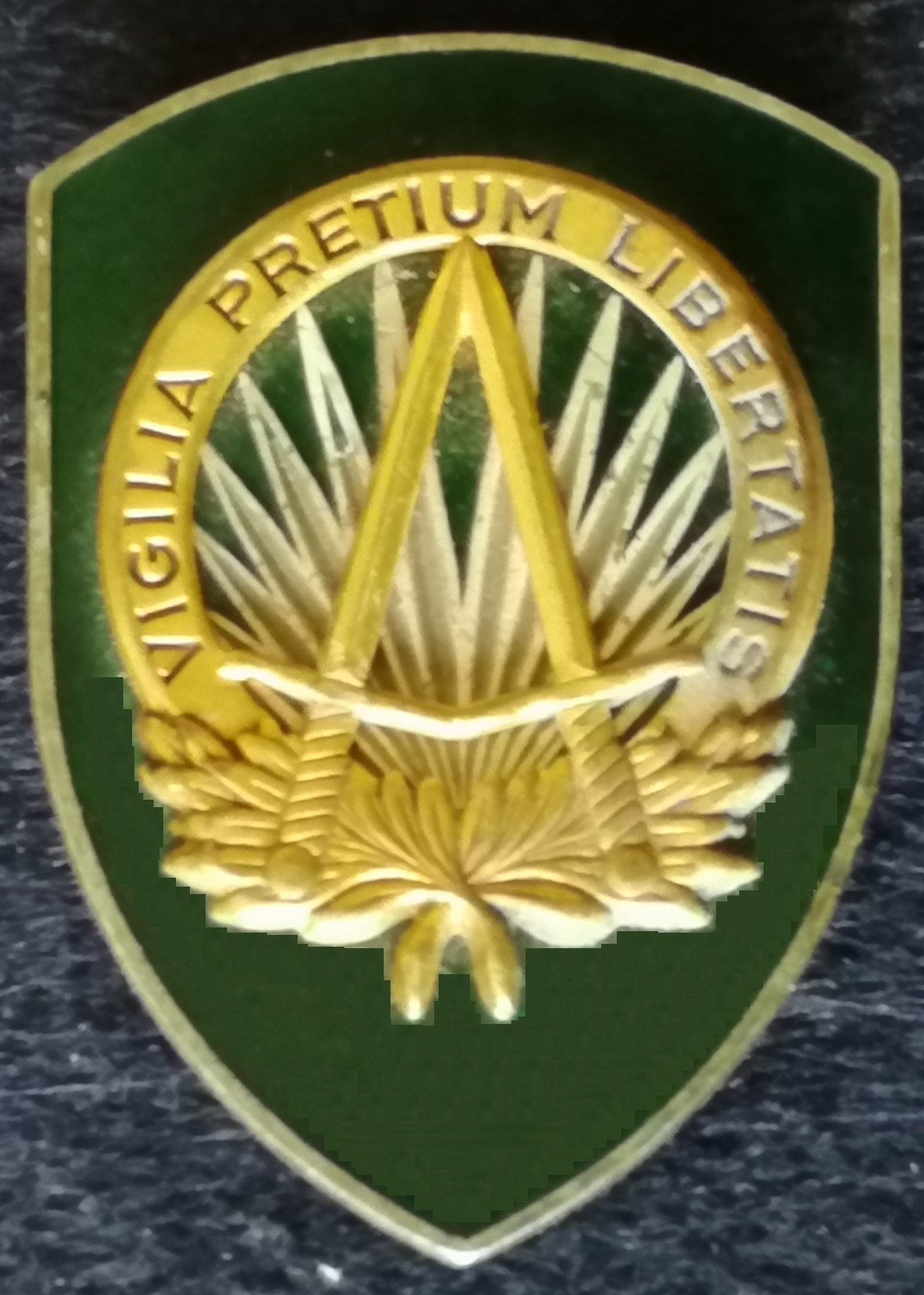
Distintivo del comando SHAPE
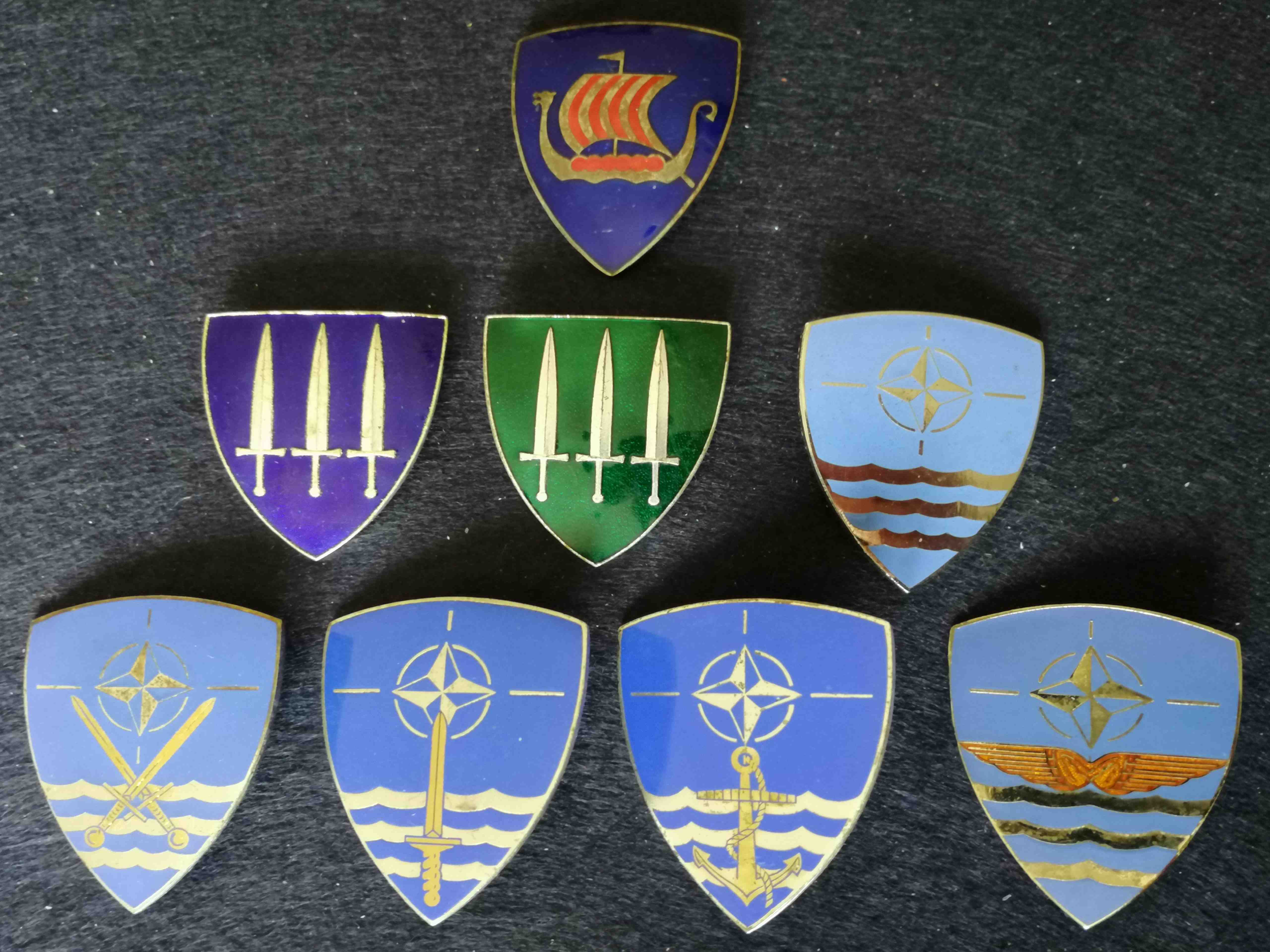
Distintivo del comando AFNORTH e dei comandi da esso dipendenti
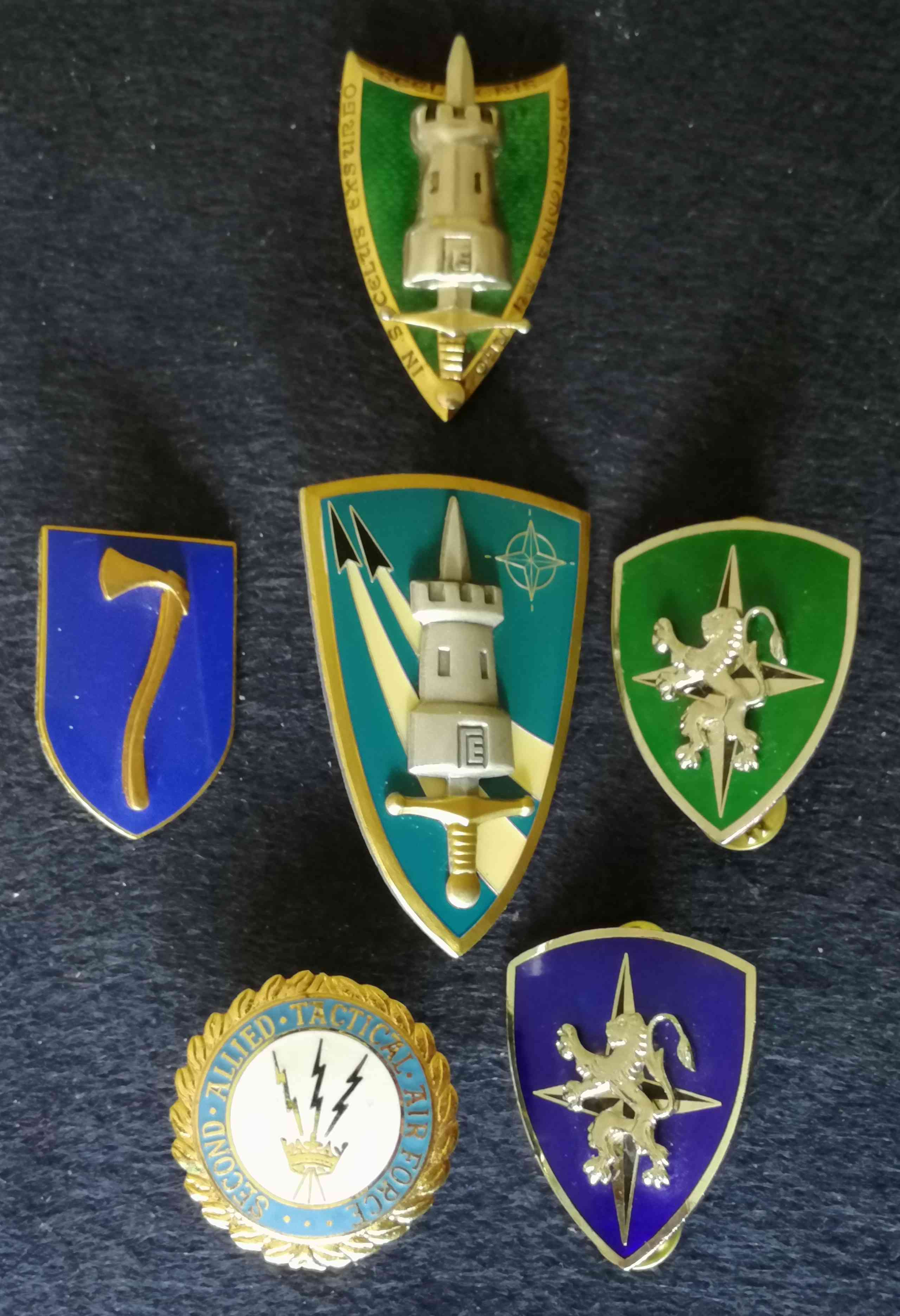
Distintivo del comando AFCENT e dei comandi da esso dipendenti

## Il Comandante supremo alleato in Europa (SACEUR)
A partire dal 2003 il Supreme Allied Commander Europe (abbreviazione SACEUR), che è sempre un ufficiale generale o ammiraglio americano, ha sempre ricoperto anche l'incarico di capo dell'Allied Command Europe e di capo dell'Allied Command Operations.

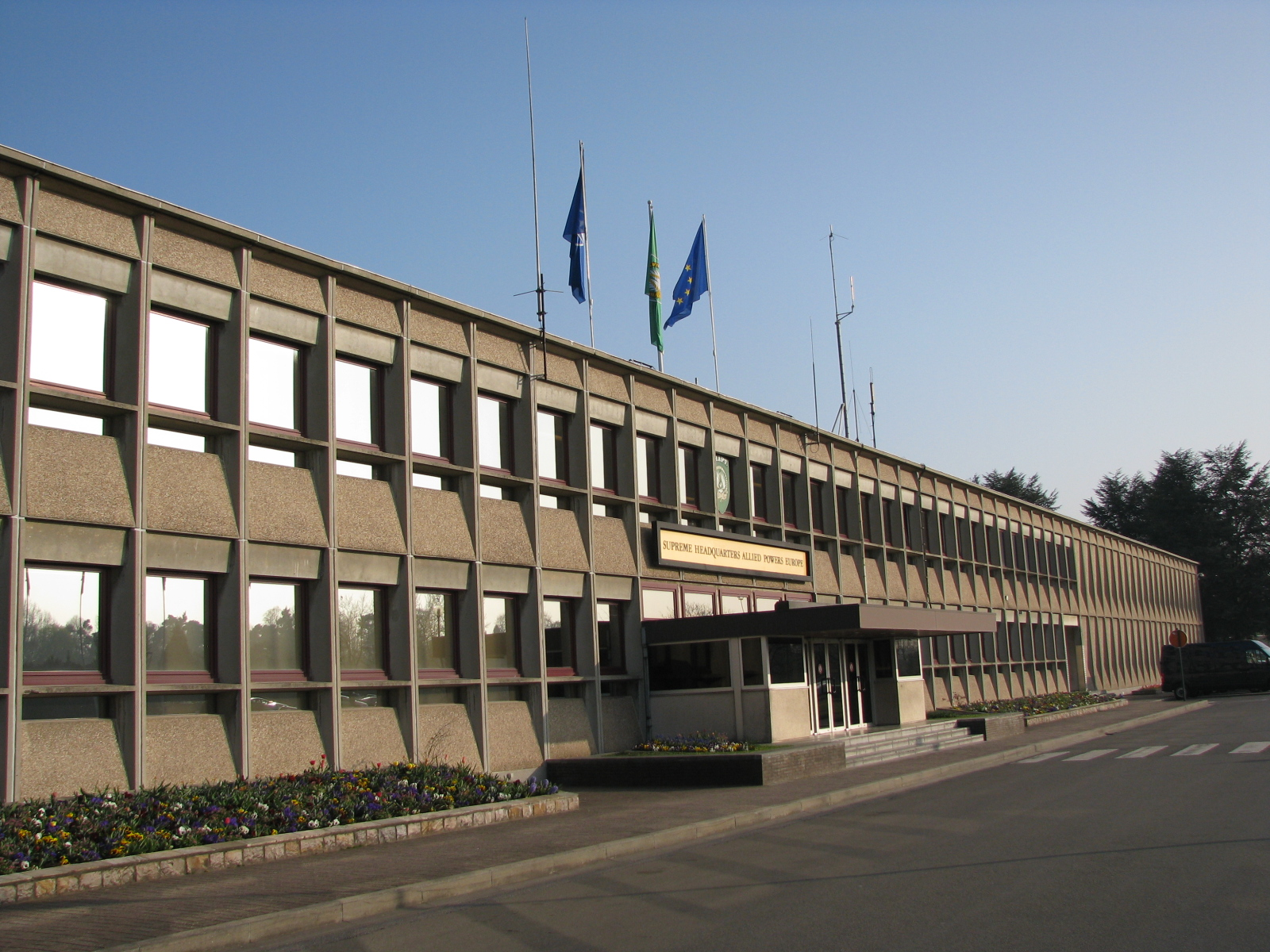
La sede del comando

### Elenco dei comandanti[6]
|     | Comandante                      | Foto | Forza armata      | Inizio mandato   | Fine mandato     |
| --- | ------------------------------- | ---- | ----------------- | ---------------- | ---------------- |
| 1.  | generale Dwight D. Eisenhower   |      | U.S. Army         | 2 aprile 1951    | 30 maggio 1952   |
| 2.  | generale Matthew Ridgway        |      | U.S. Army         | 30 maggio 1952   | 11 luglio 1953   |
| 3.  | generale Alfred Gruenther       |      | U.S. Army         | 11 luglio 1953   | 20 novembre 1956 |
| 4.  | generale Lauris Norstad         |      | U.S. Air Force    | 20 novembre 1956 | 1º gennaio 1963  |
| 5.  | generale Lyman Lemnitzer        |      | U.S. Army         | 1º gennaio 1963  | 1º luglio 1969   |
| 6.  | generale Andrew Goodpaster      |      | U.S. Army         | 1º luglio 1969   | 15 dicembre 1974 |
| 7.  | generale Alexander M. Haig, Jr. |      | U.S. Army         | 15 dicembre 1974 | 1º luglio 1979   |
| 8.  | generale Bernard W. Rogers      |      | U.S. Army         | 1º luglio 1979   | 26 giugno 1987   |
| 9.  | generale John Galvin            |      | U.S. Army         | 26 giugno 1987   | 23 giugno 1992   |
| 10. | generale John Shalikashvili     |      | U.S. Army         | 23 giugno 1992   | 22 ottobre 1993  |
| 11. | generale George Joulwan         |      | U.S. Army         | 22 ottobre 1993  | 11 luglio 1997   |
| 12. | generale Wesley Clark           |      | U.S. Army         | 11 luglio 1997   | 3 maggio 2000    |
| 13. | generale Joseph Ralston         |      | U.S. Air Force    | 3 maggio 2000    | 17 gennaio 2003  |
| 14. | generale James L. Jones         |      | U.S. Marine Corps | 17 gennaio 2003  | 7 dicembre 2006  |
| 15. | generale Bantz J. Craddock      |      | U.S. Army         | 7 dicembre 2006  | 2 luglio 2009    |
| 16. | ammiraglio James G. Stavridis   |      | U.S. Navy         | 2 luglio 2009    | 13 maggio 2013   |
| 17. | generale Philip M. Breedlove    |      | U.S. Air Force    | 13 maggio 2013   | 3 maggio 2016    |
| 18. | generale Curtis M. Scaparrotti  |      | U.S. Army         | 3 maggio 2016    | 3 maggio 2019    |
| 19. | generale Tod D. Wolters         |      | U.S. Air Force    | 3 maggio 2019    | 4 luglio 2022    |
| 20. | generale Christopher G. Cavoli  |      | U.S. Army         | 4 luglio 2022    | 4 luglio 2025    |
| 21. | generale Alexus G. Grynkewich   |      | U.S. Air Force    | 4 luglio 2025    | In carica        |